# Колониално разделяне на Африка
| Белгия         | Италия     |
| Великобритания | Португалия |
| Франция        | Испания    |
| Германия       | Независими |

Колониалното разделяне на Африка, наричано също Надпревара за Африка и Завладяване на Африка, е окупацията, разделянето и колонизацията на Африкански територии от европейски сили по времето на Новия империализъм, между 1881 и 1914 г. Към 1870 г. едва 10% от Африка е под европейска власт, но към 1914 г. частта вече е нараснала до 90% от континента, като само Етиопия (Абисиния), Дервишката държава (част от днешна Сомалия) и Либерия са независими.
Берлинската конференция от 1884 г., която регулира европейската колонизация и търговия в Африка, обикновено се счита за началната точка на колониалното разделяне на Африка. Вследствие на политическите и икономическите съревнования сред европейските империи към края на 19 век, разделянето на Африка се оказва начинът, по който европейците могат да избегнат войни между себе си покрай Африка. Последните години на 19 век виждат преминаването от „неформален империализъм“ (хегемония) чрез военно влияние и икономическа доминация, към пряко управление, носещо колониален империализъм.

## Контекст
Португалците установяват първите дълготрайни европейски селища, търговски пунктове, постоянни фортификации и пристанища по бреговете на Африка от началото на Великите географски открития през 15 век. Обаче, европейците показват сравнително слаб интерес към вътрешността на континента в продължение на два века.
Европейското изследване на африканската вътрешност започва задълбочено към края на 17 век. Към 1835 г. европейците вече са картографирали по-голямата част на Северозападна Африка. През средните десетилетия на 19 век известни европейски изследователи, сред които Дейвид Ливингстън и Хенри Мортън Стенли, изследват обширните райони на Южна и Централна Африка. Трудни експедиции през 1850-те и 1860-те години, водени от Ричард Франсис Бъртън, Джон Хенинг Спик и Джеймс Огъстъс Грант, намират Великите африкански езера и извора на река Нил. Към края на 19 век европейците вече са картографирали Нил от извора ѝ, проследили теченията на реките Нигер, Конго и Замбези и са осъзнали големите природни ресурси на Африка.
Дори към края на 1870-те години европейските държави все още контролират едва 10% от африканския континент, като всичките им територии са разположени по бреговете. Най-важните владения са Ангола, Мозамбик на Португалия, Капска колония на Великобритания и Алжир на Франция. Към 1914 г. само Етиопия и Либерия са напълно независими държави.
Технологичният напредък улеснява европейското отвъдморско разширение. Индустриализацията довежда бързо развитие на транспорта и комуникациите, особено под формата на параходи, железопътни линии и телеграфи. Медицинският напредък също играе важна роля, особено лекарствата за тропически болести. Разработването на хинина, ефективно лекарство срещу малария, прави обширните тропици по-достъпни за европейците.

## Причини

### Африка и глобалните пазари
Субсахарска Африка, един от последните райони на света, недокоснати от „неформалния империализъм“, също е привлекателен за европейските власти, поради икономически, политически и обществени причини. По време, когато търговският баланс на Великобритания показва увеличаващ се дефицит със смаляващи се и все по-протекционистки континентални пазари, поради Дългата депресия (1873 – 1896), Африка предлага на Великобритания, Германия, Франция и други страни отворен пазар, който би им натрупал търговски излишък: пазар, който купува повече от колониалната сила, отколкото продава.
Освен това, излишният капитал често се инвестира по-доходоносно в отвъдморски територии, където евтини материали, ограничена конкуренция и много суровини означават възможност за по-голяма печалба. Друг стимул за империализма възниква от търсенето на суровини, които не са налични в Европа, по-специално мед, памук, каучук, палмово масло, какао, диаманти, чай и калай, към които европейските консуматори вече са свикнали и от които зависи европейската промишленост. Допълнително, Великобритания иска южните и източни брегове на Африка за пристанища-спирки по пътя към Азия и териториите си в Индия.
Въпреки това в Африка (с изключение на Южноафриканския съюз през 1910 г.) общите капиталови инвестиции от Европа са относително малки в сравнение с други континенти. Компаниите, заети в тропическата африканска търговия, също са малки, с изключение на тази на Сесил Роудс. Роудс ессплоатира ресурсите на днешна Родезия, Леополд II Белгийски по-късно и с особена жестокост експлоатира Свободната държава Конго.  Привържениците на колониалния подход твърдят, че защитените отвъдморски пазари в Африка биха разрешили проблемите на ниските цени и свръхпродукцията, причинени от смаляващите се континентални пазари.
Според някои изследователи обаче колониализмът се използва основно за поощряване на държавното развитие, а не на търговското развитие. Исторически се забелязва по-голяма връзка между колониализма/империализма и държавното развитие.

#### Френско колониално разширение в западна, северна и централна Африка
За да се гарантират френските национални, търговски и военни интереси, в Сенегал са изградени два основни търговски поста: Дакар и Сен Луи. Губернатор на Сенегал е Луи Федерб, който в средата на XIX век разширява френското влияние по долината на река Сенегал. Благодарение на Луи Федерб и неговия сенегалски гарнизон френската колониална политика бележи връх в своето развитие в региона. В края на XIX в. са построени множество фортификационни укрепления между Сенегал и Бамако и е изградена железопътна инфраструктура. Целта на железницата е да се подсигури по нататъшната френска експанзионистична политика към Судан. Основните опоненти на французите са империите Тукольор и Васулу.

### Стратегическо съперничество
Съперничеството между Великобритания, Франция, Германия и други европейски сили е причината за голяма част от колонизацията.
Докато тропическа Африка не е голяма зона за инвестиции, други отвъдморски региони са. Обширната вътрешност между Египет и богатата на злато и диаманти Южна Африка има стратегическа стойност при осигуряването на потока на отвъдморската търговия. Великобритания е под политическо напрежение да осигури изгодни пазари срещу навлизащите съперници от Китай, Индия, Малая, Австралия и Нова Зеландия. Следователно е изключително важно да се осигури ключовия воден път между Изтока и Запада – Суецкия канал. Въпреки това, тази теория се оспорва от някои историци.
Надпреварата за африканската територия е в основата на придобиването на военни бази за стратегически цели и за упражняване на сила. Нарастващите военноморски сили и новите кораби, задвижвани с пара, изискват станции за товарене на въглища и пристанища за поддръжка. Отбранителните бази са нужни за защитата на морските пътища и комуникационните линии, особено на скъпите и жизненоважни международни водни пътища като Суецкия канал.
Колониите се разглеждат като важни придобивки в преговорите за международния баланс на силите и са полезни като разменно средство във времена на международно договаряне. Колониите с голямо коренно население са, също така, източник на военна сила. Великобритания и Франция използват голям брой индийски и африкански войници, съответно, в много от колониалните им войни, както и в последвалите световни войни. През епохата на национализма има напрежение върху държавите да се сдобият с империя, като символ на статут. Идеята на „величието“ се свързва с чувството за дълг, вкоренено в стратегиите на много нации.
В началото на 1880-те години Пиер Саворнян дьо Браза изследва Кралство Конго за Франция по същото време, когато Хенри Мортън Стенли го изследва за Леополд II Белгийски, който по-късно се сдобива с лична Свободна държава Конго. Франция окупира Тунис през май 1881 г., което вероятно убеждава Италия да се присъедини към Двойния съюз на Германия и Австрия през 1882 г., като така се образува Тройния съюз. През същата година Великобритания окупира Египет (към този момента автономна държава, подчинена на Османската империя), който от своя страна властва над Судан, части от Чад, Еритрея и Сомалия. През 1884 г. Германия обявява Тоголанд, Камерун и Югозападна Африка за свои протекторати, докато Франция окупира Гвинея. През 1895 г. е основана Френска Западна Африка, а през 1910 г. е основана Френска Екваториална Африка.

#### Германската световна политика
Германия не е колониална сила преди периода на Новия империализъм, но участва охотно в тази надпревара. Фрагментирана на различни държави, Германия става обединена от Прусия едва след битката при Садова от 1866 г. и Френско-пруската война от 1870 г. Като надигаща се индустриална сила, гонеща Великобритания, Германия започва световното си разширение през 80-те години на XIX век. След като изолира Франция чрез Двойния съюз с Австрия и Тройния съюз с Италия, канцлерът Ото фон Бисмарк предлага Берлинската конференция, която поставя правила за ефективен контрол над чужда територия. „Световната политика“ (Weltpolitik) е външната политика, приета от Кайзер Вилхелм II през 1890 г., с цел Германия да се трансформира в глобална сила чрез агресивна дипломация, придобиване на отвъдморски колонии и развиването на големи военноморски сили.
Някои германци защитават разширение във Филипините и Тимор. Други предлагат настаняване във Формоса. Към края на 1870-те години тези изолирани гласове започват да формират истинска империалистична политика, подкрепена от меркантилната теза. През 1881 г. адвокатът Хюбе Шлайден публикува Германската колонизация (Deutsche Kolonisation), според която „развитието на националното самосъзнание изисква независима отвъдморска политика“. Пангерманизмът се свързва с империалистическите идеи на младата нация. През 1884 г. е създадено списанието „Колониален вестник“ (Kolonialzeitung). Бисмарк първоначално се противопоставя на широкомащабния немски колониализъм, но му се налага да подаде оставка след настояването на Вилхелм II на 18 март 1890 г. Самият Вилхелм II приема много агресивна политика на колонизация и колониално разширение.
Германското разширение води и до плана Тирпиц, въведен от адмирал Алфред фон Тирпиц, който въвежда различни военноморски закони, започвайки от 1898 г., като така влиза в надпревара за въоръжение с Великобритания. Към 1914 г. Германия вече има втория най-голям военноморски флот в света (около три четвърти от този на ВМС на Великобритания). Според Тирпиц, тази агресивна военноморска политика се подкрепя от Националната либерална партия на Германия, а не от консерваторите, внушавайки, че империализмът се подкрепя от надигащата се средна класа.
Германия става третата най-голяма колониална сила в Африка. По-голямата част от площта на империята от 2,6 млн. km2 към 1914 г. се намира в Югоизточна Африка, Тоголанд, Камерун и Танганика. След Сърдечното съглашение между Великобритания и Франция от 1904 г., Германия се опитва да изолира Франция през 1905 г. чрез Първата мароканска криза. Това води до Алхесираската конференция от 1905 г., в която влиянието на Франция в Мароко се компенсира чрез обмяната на други територии, а след това и до Втората мароканска криза през 1911 г. Заедно с Фашодския инцидент между Франция и Великобритания през 1898 г., тази поредица от международни кризи разкрива ожесточената борба между различните империалистични нации, която по-късно прераства в Първата световна война.

#### Разширението на Италия
Италия завзема части от Еритрея през 1870 и 1882 г. След загубата в Първата италианско-етиопска война (1895 – 1896), тя придобива Сомалия през 1889 – 1890 г. и цяла Еритрея през 1899 г. През 1911 г. тя влиза във война с Османската империя, в която спечелва Триполитания и Киренайка (днешна Либия). През 1919 г. Енрико Корадини, който напълно подкрепя войната и по-късно слива групата си във фашистката партия, разработва идеята за национализъм на пролетариата, който има за цел да узакони империализма на Италия чрез смес от социализъм и национализъм.
Втората италианско-етиопска война (1935 – 1936), наредена от Бенито Мусолини, е една от последните колониални войни (в смисъл на колонизиране на друга държава, а не борба за национално освобождение), след която Етиопия е окупирана.

## Кризи преди Първата световна война

### Колонизация на Конго
Експедициите на Дейвид Ливингстън, продължени от Хенри Мортън Стенли, разпалват въображението за грандиозни идеи за колонизация. Но поради проблемите и мащаба на нужните действия, те не срещат широка подкрепа освен от страна на Леополд II Белгийски, който през 1876 г. организира Африканска международна организация с цел изследване на Конго. Между 1869 и 1874 г. Стенли тайно е изпратен от Леополд II в Африка, където сключва договори с няколко африкански вожда по река Конго и към 1882 г. вече има достатъчно територия, за да образува основата на Свободна държава Конго. Леополд II поема контрола над организацията и колонията става негова собственост от 1885 г., като той я използва като източник на слонова кост и каучук.
Същевременно френско-италианският офицер Пиер Саворнян дьо Браза пътува в западните части на басейна на Конго и през 1881 г. издига френското знаме над новосъздадения Бразавил, като по този начин окупира територията на днешната Република Конго. Португалия, която също има претенции за територията, заради стари договори с Кралство Конго, се договаря с Великобритания на 26 февруари 1884 г. да блокира достъпа към Атлантическия океан.
Към 1890 г. Свободната държава Конго е консолидирала контрола над територията между Леополдвил и Стенливил и търси начини да се разшири на юг по течението на река Луалаба. По същото време Британската южноафриканска компания на Сесил Роудс се разширява на север от река Лимпопо, изпращайки Фредерик Селоус в Матабелеланд и давайки началото на колонията Машоналанд.
На запад, в района, където техните владения се срещат, е Катанга, където се разпорежда Кралство Йеке. Това е най-добре въоръженото кралство в района, което търгува големи количества мед, слонова кост и роби, а до Европа стигат слухове и за злато. Схватката за Катанга е нагледен пример за борбите през този период. Роудс и компанията му изпращат две експедиции в кралството през 1890 г., предвождани от Алфред Шарп, който е отблъснат, и Джоузеф Томсън, който не успява да достигне Катанга. Леополд изпраща четири експедиции от Свободната държава Конго. Първата е на Пол Льо Маринел, който измъква само неясно писмо. Експедицията на Александър Делкомюн бива отблъсната. Добре въоръжената експедиция на Уилям Стеърс получава заповед да превземе Катанга със или без съгласието на местния крал. Кралят отказва, бива застрелян, а главата му разнасяна на кол като „варварски урок“ за народа. Последната експедиция завършва работите по установяването на администрация и полицейско присъствие в Катанга.
По този начин половин милион квадратни километра стават притежание на Леополд и площта на африканските му владения става 2 300 000 km2 или около 75 пъти повече от тази на Белгия. Свободната държава Конго налага такава политика на държавен тероризъм срещу колонизираните народи, включително масови убийства и насилствен труд, че под натиска на Асоциацията за реформа на Конго Белгия слага край на господството на Леополд и анексира държавата през 1908 г. като колония, позната под името Белгийско Конго.
Жестокостите, извършвание в бившата колония, днес Демократична република Конго, са добре документирани. Близо 8 милиона от 16-те милиона местни жители измират между 1885 и 1908 г. Според бившия британски дипломат Роджър Кейсмънт, обезлюдяването има четири основни причини: безразборна война, масов глад, намаляване на раждаемостта и болести. Сънната болест опустошава страната драстично намалява населението. Заедно с едрата шарка тя убива почти половината население в зоните около долното течение на река Конго.
Оценките за общия брой жертви се различават значително. Трудно е да се изчисли загубата на население за периода, тъй като първото преброяване се състои през 1924 г. Докладът на Кейсмънт споменава три милиона. Уилям Рубинщайн пише, че преди 20 век населението на Конго не е било известно и че оценки от сорта на 20 милиона души са чисти предположения. По-голямата част от вътрешността на Конго тогава не е изследвана и дори е непроходима.
Подобна е ситуацията и в съседно Френско Конго. По-голямата част от добива на ресурси се извършва от компании на концесия, чиито брутални методи, заедно с внасянето на болести, водят до загуба на до 50% от коренното население. През 1905 г. френското правителство назначава комисия, оглавявана от Браза, която да разследва слуховете за злоупотреби в колонията. Въпреки това, Браза умира на връщане и неговият „изгарящо критичен“ доклад или не е приет, или не е издаден публично. През 1920-те години около 20 000 работници умират при строежа на железопътна линия през френска територия.

### Суецки канал
Френският дипломат Фердинанд дьо Лесепс се снабдява с концесия от Саид паша, хедива на Египет и Судан, за да построи Суецкия канал. Някои източници оценяват работната сила на 30 хил. души, но други споменават, че за десет години строеж умират 120 000 работници, поради недохранване, умора и болести, особено холера. Малко преди завършването му през 1869 г., хедив Исмаил паша заема огромни кредити от британски и френски банкери при високи лихви. Към 1875 г. той среща финансови затруднения с издължаването и е принуден да продаде своите акции от Суецкия канал. Акциите са закупени от Великобритания, тогава под управлението на Бенджамин Дизраели, който иска страната му да получи контрол на този стратегически воден път към Индия. Когато през 1879 г. Египет преустановява плащанията по външния си дълг, Великобритания и Франция поемат съвместен финансов контрол над страната, принуждавайки Исмаил да абдикира и установяват вместо него сина му Тауфик паша.
Египетските и суданските управляващи класи не са доволни от растящата чуждестранна намеса в политиката, икономиката и търговията. В същото време европейските инициативи през 1870-те години срещу търговията с роби причиняват икономическа криза в Северен Судан, породила надигането на религиозни ислямски сили под водачеството на Мухамад Ахмад, обявен за махди (предопределен богоизбран и безгрешен водач). През 1881 г. в Судан избухва Махдиското въстание, с което властта на Тауфик паша в Судан е отхвърлена. През същата година в Египет започва дори по-голямо въстание, подето от националисти в египетската армия. Затова през 1882 г. Тауфик паша иска пряка британска военна намеса, с което започва англо-египетска война и след нейния край – на дългогодишна британска окупация на Египет. В крайна сметка обединената британско-египетска войска побеждава махдистите в Судан през 1898 г. и след това Великобритания поема ефективен контрол и над Судан.

### Берлинска конференция
Окупацията на Египет и усвояването на Конго са първите големи ходове в жестоката надпревара за африканска територия. През 1884 г. Ото фон Бисмарк свиква Берлинската конференция, за да се обсъди африканския проблем. Дипломатите показват хуманитарна фасада, като осъждат търговията с роби, забраняват продажбата на алкохолни напитки и огнестрелни оръжия в някои региони и изказват загриженост за мисионерските дейности. Нещо повече, дипломатите в Берлин приемат правила, по които великите сили да се водят в съревнованието за колонии. Те също се съгласяват, че районът на река Конго трябва да се администрира от Леополд II Белгийски като неутрална територия, позната като Свободна държава Конго, в която търговията и корабоплаването са свободни. На никоя нация не се дава правото да завзема африкански земи, без да уведоми останалите сили за намеренията си. Никоя територия не може да се завземе, преди първо да бъде де факто окупирана. Въпреки това, конкурентите игнорират правилата, когато им е удобно, и на няколко пъти войната е избегната на косъм.

### Британска администрация на Египет и Южна Африка
Британската администрация на Египет и Капската колония допринася към загрижеността относно извора на Нил. Египет е залят от британски войски през 1882 г. (въпреки че, бива обявен за протекторат едва през 1914 г. и никога за колония), а Судан, Нигерия, Кения и Уганда са покорени през 1890-те години и началото на 20 век. На юг Капската колония (придобита през 1795 г.) предоставя база за подчинение на съседните африкански държави и нидерландските африканери, които я напускат заради британците и основават свои собствени републики – Оранжева свободна държава и Южноафриканска република (Трансваал). Теофилъс Шепстон анексира последната през 1877 г. в името на Британската империя, след като 20 години е била независима. През 1879 г., след Англо-зулуската война Великобритания консолидира контрола над повечето територии в Южна Африка. Бурите протестират и през декември 1880 г. се вдигат на въстание, което води до Първата англо-бурска война (1880 – 1881). На 23 март 1881 г. британският министър-председател Уилям Гладстон подписва мирен договор, който дава самоуправление на бурите в Трансваал. Рейдът на Джеймисън от 1895 г. е провален опит на Британската южноафриканска компания да свали бурското правителство в Трансваал. Втората англо-бурска война, водена между 1899 и 1902 г., е за контрол над златната и диамантената промишлености. Този път независимите бурски републики са победени и включени в състава на Британската империя.
Френският натиск към вътрешността на Африка се извършва основно от бреговете на Западна Африка (днешен Сенегал) на изток и през Сахел, по дължина на южната граница на Сахара (днешните Мали, Нигер и Чад). Крайната цел е непрекъсната френска колониална империя от река Нигер до Нил, като по този начин се контролира търговията от и към региона на Сахел, благодарение на съществуващия контрол над керванните пътища през Сахара. Британците, от друга страна, искат да свържат притежанията си в Южна Африка (днешните ЮАР, Ботсвана, Зимбабве, Лесото, Свазиленд и Замбия) с териториите си в Източна Африка (днешна Кения) и тези две територии с басейна на Нил. Ключът за изпълнението на тези амбиции е Судан (който по това време включва по-голямата част от днешна Уганда), особено след като Египет е вече под британска власт. Тази „червена линия“ през Африка става известна благодарение на Сесил Роудс. Заедно с лорд Алфред Милнър, британският колониален министър в Южна Африка, Роудс мечтае за железопътна линия, свързваща Суецкия канал с богатите на минерали южни части на континента. Въпреки че е възпрепятстван от немската окупация на Танганика към края на Първата световна война, Роудс успешно лобира в полза на такава обширна африканска империя.
Ако се начертае линия от Кейптаун до Кайро (мечтата на Роудс) и една от Дакар до Сомалийския полуостров (френските амбиции), тези две линии биха се пресекли близо до град Фашода (Кодок) в днешен Южен Судан, което обяснява стратегическото значение на Судан по това време.
Френската войска под командването на Жан-Батист Маршан пристига първа при стратегически разположената Фашода, като скоро след това пристига и британската войска под командването на лорд Хърбърт Кичънър, главнокомандващ на британската армия от 1892 г. Французите отстъпват след т.нар. Фашодски инцидент, но продължават да претендират за други места в региона. През март 1899 г. французите и британците се съгласяват, че изворите на Нил и Конго трябва да маркират границата между техните сфери на влияние.

### Мароканска криза
Въпреки че Берлинската конференция поставя правилата за колониалното разделяне на Африка, това не отслабва конкурентните империалисти. Фашодският инцидент от 1898 г., при който Франция и Великобритания са на ръба на война, накрая довежда до подписването на Сърдечното съглашение от 1904 г., което спира влиянието на европейските сили на Тройния съюз. В резултат, новата Германска империя решава да тества здравината на съглашението, използвайки спорната територия Мароко като бойно поле.
Впоследствие Вилхелм II посещава Танжер на 31 март 1905 г. и изнася реч в полза на мароканската независимост, поставяйки под въпрос френското влияние в Мароко. Френското влияние в Мароко вече е потвърдено от Великобритания и Испания през 1904 г. Речта на кайзера предизвиква френския национализъм и с британска подкрепа френският външен министър Теофил Делкласе приема предизвикателството. Кризата е достига връх в средата на юни 1905 г., когато Декласе е изкаран насила от министерството от по-сговорчивия премиер Морис Рувие. Но към юли 1905 г. Германия вече е изолирана и французите се съгласяват на конференция, за да се разреши кризата. Както Франция, така и Германия продължават да се „ежат“ до конференцията, като Германия мобилизира войски от резерва към края на декември, а Франция придвижва войски до границата през януари 1906 г.
Алхесираската конференция от 1906 г. е извикана, за да се разреши диспута. От присъстващите 13 нации, германските представители намират единствена подкрепа от Австро-Унгария. Франция има силна подкрепа от Великобритания, САЩ, Русия, Италия и Испания. Германците накрая приемат договора от 31 май 1906 г., според който Франция прави някои промени в Мароко, но задържа властта си в ключови райони.
Въпреки това, пет години по-късно Втората мароканска криза разпалена от разполагането на немската канонерска лодка SMS Panther близо до пристанището на Агадир на 1 юли 1911 г. Германия започва опит да надмине британското военноморско надмощие – Великобританският флот има политика да остане по-голям отколкото следващите го два военноморски флота в света взети заедно. Когато Великобритания научава за пристигането на немската канонерска лодка в Мароко, те грешно вярват, че немците искат да превърнат Агадир във военноморска база на Атлантическия океан.
Ходът на немците цели затвърждаване на претенциите за компенсация за приемане на ефективния френски контрол над Мароко, където френското господство се отстоява от Алхесираската конференция от 1906 г. През ноември 1911 г. е подписана спогодба, според която Германия приема френската позиция в Мароко в замяна на територии във френската екваториална колония Средно Конго (днес Република Конго).
След това Франция и Испания установяват пълен протекторат над Мароко на 31 март 1912 г., слагайки край на официалната независимост на държавата. Освен това британската подкрепа на Франция по време на двете марокански кризи укрепва съглашението между двете държави и влошава англо-германските отношения още повече, като задълбочава разделенията, които по-късно ще кулминират в Първата световна война.

### Дервишка съпротива
След Берлинската конференция към края на 19. век, британците, италианците и етиопците искат да завземат земи от сомалийците, като например султанатите Аджуран и Варсангали.
Движението на дервишите е основано от Мохамед Абдула Хасан, сомалийски религиозен водач, който събира мюсюлмански войници от Африканския рог (Сомалийски полуостров) и ги организира в предана армия от дервиши, с цел оказване на въоръжена съпротива срещу колонизаторите. Това става чрез завладяването на земи, към които проявяват интерес етиопците и европейските колониални сили. Армията на дервишите четири пъти успешно отблъсква силите на Британската империя и ги заставя да отстъпят към крайбрежието. Поради тези военни успехи, Османската и Германската империи признават т.нар. „Държава на дервишите“ за свой съюзник. Турците провъзгласяват Хасан за емир на сомалийската нация, а германците обещават да признаят официално всички завзети територии от дервишите.
След четвърт век съпротива срещу британците през 1920 г. дервишите са победени с използването на самолети.

### Въстание на племената хереро и маджи-маджи
Между 1904 и 1908 г. германските колонии в Германска Югозападна Африка и Германска Източна Африка са разтърсени от отделни, едновременни местни въстания срещу чуждото господство. И в двете територии заплахата за немското управление бързо е елиминирана, когато пристигат многобройни подкрепления от Германия, а въстаналите хереро в Германска Югозападна Африка са победени при битката при Ватерберг, докато въстанието на маджи-маджи в Германска Източна Африка е постепенно смазано от немските сили, бавно придвижващи се през селските райони, докато местните жители прибягват до партизанска война. Немските опити да се изчистят горите от цивилни в Германска Югозападна Африка води до геноцид над населението.
Общо около 65 хил. хереро (80% от населението на хереро) и 10 хил. намакуа (50% от тяхното население) или умират от жажда/глад, или умират от работа в концентрационни лагери между 1904 и 1908 г. Характеристиките на този геноцид са смърт чрез глад и отравяне на кладенците на населението, докато са хванати в капан в пустинята Намиб.

### Справяне с болестите
След началото на 20. век, елиминирането или контрола на болестите в тропическите държави става движеща сила за всички колониални сили. Епидемията на сънна болест в Африка е спряна, поради мобилни екипи, които систематично преглеждат милиони хора в риск. През 20 век Африка наблюдава най-голямото увеличение на населението си, поради намаляването на смъртността в много държави, благодарение на мир, по-малко глад, лекарства и отпадането на търговията с роби. Населението на Африка нараства от 120 милиона през 1900 г. до над 1,2 милиарда днес.

## Африкански колонии по метрополия

### Белгия
- Свободна държава Конго (по-късно Белгийско Конго, днес Демократична република Конго)
- Руанда-Урунди (днес Руанда и Бурунди)

### Франция
| - Френска Западна Африка: - Мавритания - Сенегал - Албреда (днес част от Гамбия) - Френски Судан (днес Мали) - Френска Гвинея (днес Гвинея) - Кот д'Ивоар - Нигер - Френска Горна Волта (днес Буркина Фасо) - Френски Дахомей (днес Бенин) - Френски Тоголенд (днес Того) - Анклави Форкадос и Баджибо (днес в Нигерия) | - Френска Екваториална Африка: - Габон - Френски Камерун - Френско Конго (днес Република Конго) - Убанги-Шари (днес Централноафриканска република) - Чад | - Френска Северна Африка: - Френски Алжир - Френски протекторат Тунис - Френско Мароко - Територия Фецан - Египет (кондоминиум с Великобритания) | - Френска Източна Африка: - Френски Мадагаскар - Коморски острови - Разпръснати острови - Френски Сомалиленд (днес Джибути) - Ил дьо Франс (днес Мавриций) |

### Германия
- Германски Камерун (днес Камерун и части от Нигерия)
- Германска Източна Африка (днес Руанда, Бурунди и голяма част от Танзания)
- Германска Югозападна Африка (днес Намибия)
- Германски Тоголенд (днес Того и източната част на Гана)

След Първата световна война притежанията на Германия са разпределени между Великобритания (Западен Камерун, Танзания, Западно Того и Намибия), Франция (Източен Камерун и Източно Того) и Белгия (Руанда и Бурунди).

### Италия
- Италианска Либия
- Италианска Еритрея
- Италиански Сомалиленд

По-късно, през Междувоенния период, след Втората италианско-етиопска война Италия анексира Етиопия, която заедно с Еритрея образува Италиански Сомалиленд (Италианска Източна Африка).

### Португалия
| - Португалска Западна Африка (днес Ангола) - Ангола - Португалско Конго (днес провинция Кабинда на Ангола) - Португалска Източна Африка (днес Мозамбик) - Португалска Гвинея (днес Гвинея-Бисау) | - Португалско Кабо Верде - Португалски Сао Томе и Принсипи - Сао Томе - Принсипи - Крепост Сау Жуау Баптиста де Ажуда (днес град Уида в Бенин) |

### Испания
| - Испанска Северна АФрика - Северно Испанско Мароко | - Испанска Западна Африка - Южно Испанско Мароко - Сектор Тарфая - Ифни - Испанска Сахара (днес Западна Сахара) - Рио до Оро - Сегиет ел-Хамра | - Испанска Гвинея (днес Екваториална Гвинея) - Фернандо По - Рио Муни - Анобон |  |

### Великобритания
Великобритания има основен интерес да поддържа сигурни комуникационните линии към Индия, което води до първоначалния интерес в Египет и Южна Африка. Веднъж след като тези две територии са подсигурени, целта на британски колонизатори като Сесил Роудс е била да се установи железопътна линия между тях, за да се оползотворяват минералните и селскостопанските ресурси. Контролът над река Нил се разглежда като стратегическо и търговско преимущество.
| - Египет - Англо-египетски Судан - Британски Сомалиленд (днес част от Сомалия) - Британска Източна Африка: - Британска Кения - Протекторат Уганда - Танзания: - Територия танганика - Занзибар | - Британски Мавриций - Бечуаналенд (днес Ботсвана) - Южна Родезия (днес Зимбабве) - Северна Родезия (днес Замбия) - Сейшели - Британска Южна Африка - ЮАР: - Колония Трансваал - Капска колония - Колония Натал - Колония Оранжева река - Югозападна Африка (днес Намибия) | - Британска Западна Африка - Гамбийска колония и протекторат - Сиера Леоне - Колониална Нигерия - Британски Тоголенд (днес част от Гана) - Камерун (днес част от Камерун и Нигерия) - Златен бряг (британска колония) (днес гана) - Нясаленд (днес Малави) - Басутоленд (днес Лесото) - Свазиленд |

### Независими държави
Либерия е единствената нация в Африка, която е колония и протекторат на САЩ. Либерия е основана, колонизирана, уредена и контролирана от Американското колонизационно общество – частна организация, основана с цел да премества освободени афроамерикански и карибски роби от САЩ и Карибските острови през 1821 г. Либерия обявява независимост от Американското колонизационно общество на 26 юли 1847 г. Либерия е най-старата демократична република в Африка и втората най-стара република с чернокожо население в света след Хаити.
Етиопия поддържа независимостта си от Италия след битката при Адуа, която води до договора от Адис Абеба. С изключение на окупационен период от 1936 до 1941 г. от войските на Мусолини, Етиопия е най-старата независима държава в Африка.